# Peggy, the Moonshiner's Daughter
Peggy, the Moonshiner's Daughter è un cortometraggio muto del 1911 diretto da George Melford. Il film fu prodotto dalla Kalem Company e interpretato da Carlyle Blackwell e Alice Joyce.

## Produzione
Il film fu prodotto dalla Kalem Company.

## Distribuzione
Distribuito dalla General Film Company, il film - un cortometraggio in una bobina - uscì nelle sale il 7 agosto 1911.